# هانا باریسیه‌ویچ
هانا آداموونا باریسیه‌ویچ (بلاروسی: Ганна Адамаўна Барысевiч؛ ‏ ۱۸ مه [سبک قدیمی: ۶ مه] ۱۸۸۸ – ۲۳ فوریهٔ ۲۰۰۷) کشاورز و یک زن ابرصدساله اهل بلاروس و مسن‌ترین زن بلاروسی بود که نامش در کتاب رکوردهای جهانی گینس ثبت نشده بود. او تا زمان مرگش مسن‌ترین شهروند کشورش و به گفته رسانه‌ها مسن‌ترین فرد جهان بود. او ۱۱۸ سال و ۲۸۱ روز زندگی کرد.

## اوایل زندگی
هانا باریسیه‌ویچ در روستای بودا در نزدیکی چروین در یک خانواده دهقانی متشکل از آدام نوویتسکی و همسر دومش ژوزفا به دنیا آمد. هنگامی که او شانزده‌ماهه بود (بر اساس منابع دیگر: در چهار ماهگی) مادرش درگذشت. پدرش دوباره ازدواج کرد. هانا باریسیه‌ویچ توسط خواهر ناتنی و مادربزرگش بزرگ شد.
هنگامی که هانا باریسیه‌ویچ کودک بود، خانواده او به استاری کوژگزین (در منطقه بیرازینو کنونی) نقل مکان کردند. پدرش، آدام نوویتسکی یک قطعه زمین از صاحب خانه خرید. به عنوان مبلغ بازپرداخت، خانواده نوویکی بر روی زمین فروشنده آن کار می‌کردند. هانا باریسیه‌ویچ به مدرسه نرفت و نمی‌توانست بنویسد یا بخواند:
به دختران و زنان مسن نوشتن آموزش داده نمی‌شد. در دوران حکومت لنین و طی برنامهٔ لیگبیز تنها به آنها یاد داده شد که چگونه امضا کنند.
در طول جنگ جهانی اول برادر ناتنی بزرگتر هانا باریسیه‌ویچ (پسر آدام نوویتسکی از ازدواج اولش) در جبهه کشته شد. هانا در سال ۱۹۱۷، در سن ۲۹ سالگی، با ایپالیت باریسیه‌ویچ یکی از اعضای سلساویت ازدواج کرد. او هفت فرزند به دنیا آورد که چهار نفر از آنها در اوایل کودکی فوت کردند و تنها نینا، والانسینا و یوجین به بلوغ رسیدند. در سال ۱۹۳۷ شوهرش که مقامات شوروی او را دشمن مردم می‌دانستند دستگیر و به سیبری تبعید شد. ایپالیت باریسیه‌ویچ در سال ۱۹۴۰ درگذشت. هانا باریسیه‌ویچ در مصاحبه‌ها به ندرت در مورد او صحبت کرد و فقط اشاره کرد که او را بخشیده است. او دوباره ازدواج نکرد.
در طول دوره کشاورزی اشتراکی اجباری، هانا باریسیه‌ویچ در یک کلخوز در استاری کوژگزین مشغول به کار شد و تا زمان بازنشستگی خود در آنجا کار کرد. در طول جنگ آلمان و شوروی، خانواده هانا باریسیه‌ویچ به پارتیزان‌ها کمک کردند. استاری کوژگزین، جایی که او زندگی می‌کرد، توسط اشغالگران آلمانی در سال ۱۹۴۱ مورد تهاجم قرار گرفت، اما مدت کوتاهی پس از آن روستا توسط واحدهای پارتیزان بازپس گرفته شد. هانا در سال ۱۹۶۵ در سن ۷۷ سالگی بازنشسته شد. در سال ۱۹۸۳، در سن ۹۵ سالگی، به مینسک، به آپارتمان دخترش نینا نقل مکان کرد. او در ۲۳ فوریه ۲۰۰۷ درگذشت و سه فرزند، سیزده نوه، چهار نتیجه و چهار نبیره از خود به جای گذاشت.

## رکورد طول عمر
رسانه‌ها در سال ۲۰۰۴ به هانا باریسیه‌ویچ علاقه‌مند شدند. هنگامی که او می‌خواست گذرنامه خود را تعویض کند، توجه مقامات به سن درخواست‌کننده - ۱۱۵ - جلب شد و در ابتدا تصور کردند اشتباهی رخ داده است.
قبل از انتشار کتاب رکوردهای جهانی گینس در سال ۲۰۰۷، کشور بلاروس نامزدی هانا باریسیه‌ویچ را به عنوان رکورددار طول عمر مطرح کرد، اما این شهروند بلاروس از فهرست کنار گذاشته شد. دلیل این امر تردید سردبیران متاب بود که به اسناد منتشر شده در اتحاد جماهیر شوروی سابق اعتماد نداشتند. در سال ۲۰۰۷، دارنده رکورد رسمی طول عمر یک فرد ۱۱۴ ساله ساکن ژاپن بود، در حالی که هانا باریسیه‌ویچ در آن زمان ۱۱۸ سال داشت.
در سال ۲۰۰۷، نام هانا باریسیه‌ویچ به عنوان رکورددار طول عمر در کتاب رکوردهای روسیه، کشورهای مستقل مشترک‌المنافع و کشورهای بالتیک مشهور به «Diwo» ثبت شد.
هانا باریسیه‌ویچ دلیل طول عمر خود را به شخصیت آرام و رویکرد فلسفی او به زندگی نسبت داد. او از مشکلات و سختی‌های زندگی شکایت نکرد و اطمینان داد که چیزهای خوبی هم در زندگی او وجود داشته است. اریسیه‌ویچ هرگز از رژیم غذایی خاصی پیروی نکرد. او غذای معمولی دهقانی را مصرف می‌کرد، همان‌طور که در مصاحبه‌ها می‌گفت: پوست خوک، سیب زمینی، شیر، تخم مرغ، خامه، کره و سبزیجات باغش. او سیگار نمی‌کشید، به میزان متوسطی الکل مصرف می‌کرد و ادعا می‌کرد که هرگز در زندگی خود مست نشده است. هانا باریسیویچ تا پایان عمر خود قدرت ذهنی و حافظه خوب خود را حفظ کرد.
هانا باریسیویچ در مصاحبه‌ها، اعتقادش را به کلیسای لاتین اعلام کرد و از اینکه به دلیل کهولت سن نتوانسته در کلیسا شرکت کند، ابراز تاسف کرد.